# Refugio de vida silvestre Cuero y Salado
El Refugio de Vida Silvestre Cuero y Salado es un área natural protegida que se encuentra en el litoral atlántico entre los municipios de La Masica, San Francisco y El Porvenir , Departamento de Atlántida en  Honduras.

## Descripción
El Refugio de Vida Silvestre Barras de Cuero y Salado (RVSBCS) fue declarado como área protegida mediante Decreto Legislativo 99-87 del 29 de julio de 1987, publicado en la Gaceta 25,313 del 31 de agosto de 1987. Posteriormente se hacer reformas a los Artículos 3, 7 y 8 este decreto a través del Decreto 38-89, del 30 de marzo de 1989.En el Artículo 3 del dicho decreto se crea la Fundación Cuero y Salado (FUCSA) y se le da la administración del Refugio.
El RVSBCS cuenta con un plan de manejo elaborado en abril de 2004, y aprobado mediante Resolución JP-PM-014-2004.
La Fundación Cuero y Salado (FUCSA) es la Organización Comanejadora del Refugio, con la particularidad de Resolución 04-90, del 31 de mayo de 1990, en donde se le da personería jurídica aFUCSA de parte de la Secretaría de Gobernación y Justicia.
Según estudios se han reportado la presencia de 190 especies de aves y al menos 12 órdenes de mamíferos distribuidas en 21 familias, de los cuales algunos están amenazados por la cacería ilegal y la destrucción de hábitat. Según la información disponible el Refugio de vida silvestre cuero y salado posee unas 38 especies de animales terrestres. En cuanto a especies individuales esta área protegida comprende el hábitat del manatí (Trichechus manatus), en el neo trópico solo existe un género y dos especies de este animal, se reporta un número de entre 13 y 30 individuos para el área del Refugio, su distribución es esporádica y su mayor limitante es la presencia de las hierbas acuáticas de las que se alimentan, ya que es un animal totalmente vegetariano, bajo la presión de la cacería, se ha vuelto un animal de hábitos furtivos y nocturnos; sin embargo en algunas ocasiones se le puede observar en diferentes horas del día.
El Refugio de Vida Silvestre Barras de Cuero y Salado forma parte del Sistema Nacional de Áreas Protegidas de Honduras (SINAPH), siendo una de las  áreas protegidas prioritarias para la conservación de la biodiversidad en el país, además de ser un área prioritaria dentro de la Estrategia Nacional de Turismo Sostenible y se encuentra ubicada en el Corredor Biológico del Caribe hondureño entre los Municipios de La Másica, San Francisco, El Porvenir y Esparta en el Departamento de Atlántida. El Refugio de Vida Silvestre Barras de Cuero y Salado (RVSBCS) se encuentra entre los 15°50′0″ y 15°20′0″ latitud Norte, y los 86°45′ y 87°30′ longitud Oeste. 
Está ubicado en el triángulo que forman los ríos de Cuero y Salado, con canales secos y fluviales en donde se aprecian animales en su estado natural y aves muy interesantes para los humedales, confundidos en la vasta vegetación. Aquí se brinda protección a unas 35 especies de animales, incluyendo al manatí (o vaca marina), jaguares, monos cara blanca, lagartos, etc. Con algo de suerte es posible divisar un hermoso manatí, especie en peligro de extinción y que aquí ha encontrado un lugar seguro para vivir.. El área protegida es administrada por la Fundación Cuero y Salado (FUCSA).
Su trabajo es protegerla y defenderla contra quien intente dañarla .
El Refugio de Vida Silvestre Barras de Cuero y Salado Limita al:
 Norte con el Mar Caribe
 Sur con las comunidades de La Unión, los municipios de San Francisco, La Másica, plantaciones de palma africana CAICESA y parque nacional Pico Bonito
 Este con el Mar Caribe y el municipio de El Porvenir
 Oeste con el municipio de Esparta y el Mar Caribe 
Dado estas características es que el RVSBCS forma parte de la “Convención de humedales o Convención RAMSAR” inscrito como sitio RAMSAR 619, el 23 de junio de 1993 con una extensión superficial de 13,225 hectáreas, siendo el primer sitio Ramsar declarado en Honduras; contando con uno de los manglares mejor conservados de la región norte de Honduras, alberga especies de interés económico importantes para ciclos de vidas de diferentes especies de fauna. La importancia y la diversidad de especies residentes como migratorias que en ella se encuentran solo demuestran la riqueza e importancia de esta área protegida en el corredor biológico del Caribe hondureño.
Aves del Refugio de Vida Silvestre Barras de Cuero y Salado, la diversidad de este grupo taxonómico en particular es muy alta especialmente en la familia Ardeidae (Garzas) presentándose alrededor de ocho especies entre diurnas y nocturnas. El área protegida presenta diferentes tipos de nichos alimenticios para diferentes tipos de aves, aunque la mayoría de las aves presentan una alimentación ictícola. Actualmente se maneja una cantidad de 196 especies entre ellas tucán de diferentes especies, águila pescadora (Pandion haliaetus), lora frente roja (Amazona autumnalis) y garza tigre (Tigrisoma lineatum), bujaja (Cochlearius cochlearios). 
Se estima que en el Refugio hay al menos 12 órdenes de mamíferos, distribuidos en 21 familias, 33 géneros y 35 especies reportadas.  Las especies de mamíferos más visibles son los monos aulladores (Allouata palliata), los monos Cara blanca (Cebus capucinus) estas especies de cébidos son de importancia para la dinámica de dispersión de las especies vegetales, especialmente los Monos Aulladores ya que son en su totalidad vegetarianos alimentándose de hojas, brotes y frutas. Hay algunas especies de semillas de las cuales están dentro del régimen alimenticio que necesitan pasar por el tracto digestivo de estas especies de mamíferos para poder germinar.  Mapaches (Procyon lotor), pizotes (Nasua narica), tacuacines (Didelphis marsupialis), ardillas (Sciurus variegatoides), varios murciélagos y ocasionalmente, manatíes (Trichechus manatus) esta especie es de importancia para el Refugio ya que representa el mamífero insigne de esta área protegida, es importante mencionar que este mamífero acuático se ve amenazado por las actividades humanas, ya que puede ser mutilado o golpeado por las lanchas fuera de borda que circulan en los canales. Otra
amenaza importante es que es utilizado por lugareños como alimento, aducen que tiene los tres tipos de carnes y es muy abundante en grasa. Otro mamífero encontrado y de hábitos nocturnos es la especie Zorro Espín (Coendou mexicanus). En los muestreos para la caracterización biológica de la actualización del plan de manejo se reportó la presencia de la especie Agamia agamia de la familia Ardeidae o de las Garzas una de las aves más raras ya
que su distribución se había reportado para la costa misquita de Honduras. Dentro de esta familia otra de las especies más peculiares por la forma de su pico es la bujaja (Cochlearius cochliarius) una especie nocturna y llamada así por su canto.